# Kristian Krogh Johannessen
Kristian Krogh Johannessen (3 juni 1995) is een amateurgolfer  uit Noorwegen. Hij is lid van de Drammen Golfklubb.
In 2012 speelde de Europees Landen Team Kampioenschap (ELTK Boys) in Zweden, hij won met 6&4 de singles finale van Julian Ballmann uit Duitsland maar het Duitse team versloeg Noorwegen met 4&3 en eindigde op de 3de plaats van het ELTK. Een week later werd Kristian jeugdkampioen van Noorwegen en weer een week later speelde hij de Norwegian Challenge op de Europese Challenge Tour. 

In 2013 en 2014 speelde hij de Norwegian Challenge opnieuw en in 2014 eindigde hij op de 38ste plaats als beste Noor (amateur en professional). Ook werd hij in 2014 twee bij het NK Strokeplay.

## Gewonnen
- 2011: Canadian International Junior Challenge
- 2012: Nationaal Jeugdkampioenschap (215, -1)

## Teams
- St Andrews Trophy: 2010
- Jacques Leglise Trophy: 2010
- European Boys' Team Championship: 2012 (finalist)